# 亚历杭德罗·伊图尔韦
亚历杭德罗·伊图尔韦·恩卡博（西班牙語：Alejandro Iturbe Encabo，2003年9月2日—），西班牙男子足球运动员，场上位置是守门员。他曾代表西班牙国奥队参加2024年夏季奥林匹克运动会男子足球比赛，获得一枚金牌。